# Trauco

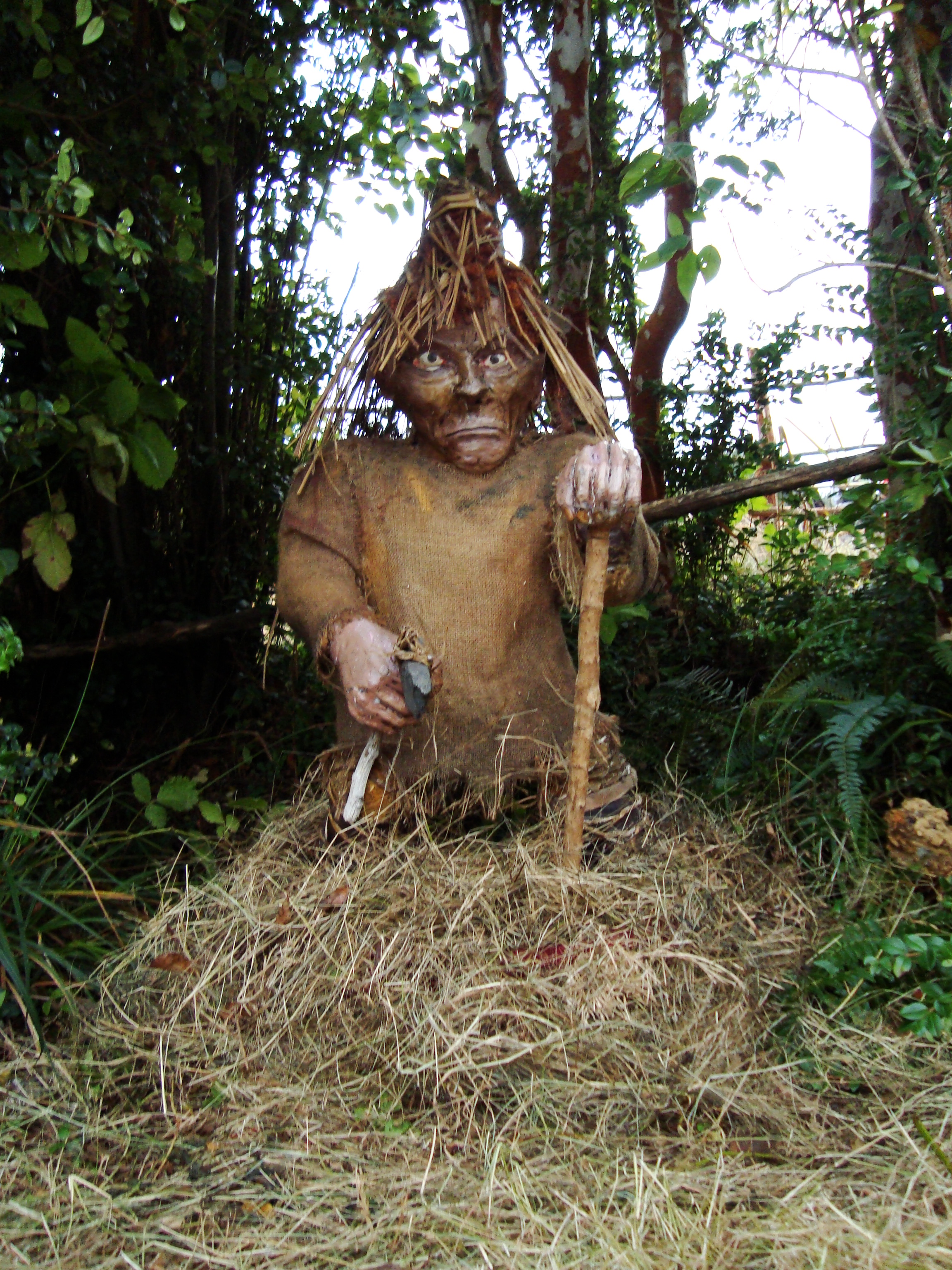
Il Trauco (scultura)

Il Trauco o Trauko, secondo la mitologia chilota tradizionali di Chiloé, è una creatura mitica umanoide di bassa statura, con gambe senza piedi, simile a un nano o goblin, che vive nelle foreste profonde. 
Secondo il mito, la moglie del Trauco è la malvagia e brutta Fiura. Il Trauco è un'entità mitica che abita i boschi di Chiloé, un'isola nel sud del Cile. Simile a un incubo, ha un forte magnetismo che attira giovani e donne di mezza età. Il Trauco è a volte invocato per spiegare le gravidanze indesiderate o improvvise, specialmente nelle donne non sposate.